# Tyrnävä
Tyrnävä [ˈtyrnævæ] ist eine Gemeinde in Finnland. Sie liegt rund 30 km südlich der Stadt Oulu in der Landschaft Nordösterbotten.
Die politische Gemeinde besteht seit 1865 und umfasst neben dem Kirchdorf Tyrnävä die Dörfer Kolmikanta, Markkuu, Murto, Suutarinkylä, Temmes, Ylipää und Ängeslevä. Die Gemeinde Temmes wurde 2001 eingemeindet.

## Geschichte
Tyrnävä wurde erstmals 1581 urkundlich erwähnt. Einen großen Einschnitt in der Geschichte des Ortes war der Große Nordische Krieg (1714–21), in dessen Verlauf dem Kirchenregister zufolge 706 Bewohner des Ortes getötet wurden; weitere 136 wurden nach Russland verschleppt. Von 1906 war Tyrnävä auch Sitz und Markenname eines der größten Molkereibetriebe Finnlands, der allerdings um 1950 den Betrieb aufgab. In der Folge stiegen die Bauern der Gemeinde von der Viehwirtschaft auf den Kartoffelanbau um. Heute zählt neben der Gemeindeverwaltung der Spirituosenhersteller Shaman Spirits zu den Hauptarbeitgebern, der den Großteil der örtlichen Kartoffelproduktion zu Wodka verarbeitet. Mit der Marke Bothnia Bay Dry Gin hat das Unternehmen den wohl weltweit einzigen Gin auf Kartoffelbasis im Sortiment.

## Wappen
Beschreibung des Wappens: Im blauen Wappen drei silberne Häuschen mit je einem roten Fenster 2:1 gestellt.

## Sehenswürdigkeiten
Die 750 Menschen fassende Holzkirche des Ortes wurde 1873 vom Architekten F.W. Lüchow erbaut. Eine weitere Holzkirche aus dem Jahr 1767 befindet sich im Dorf Temmes.

## Söhne und Töchter
- Hjalmar Mellin (1854–1933), Mathematiker

## Bilder des Ortes

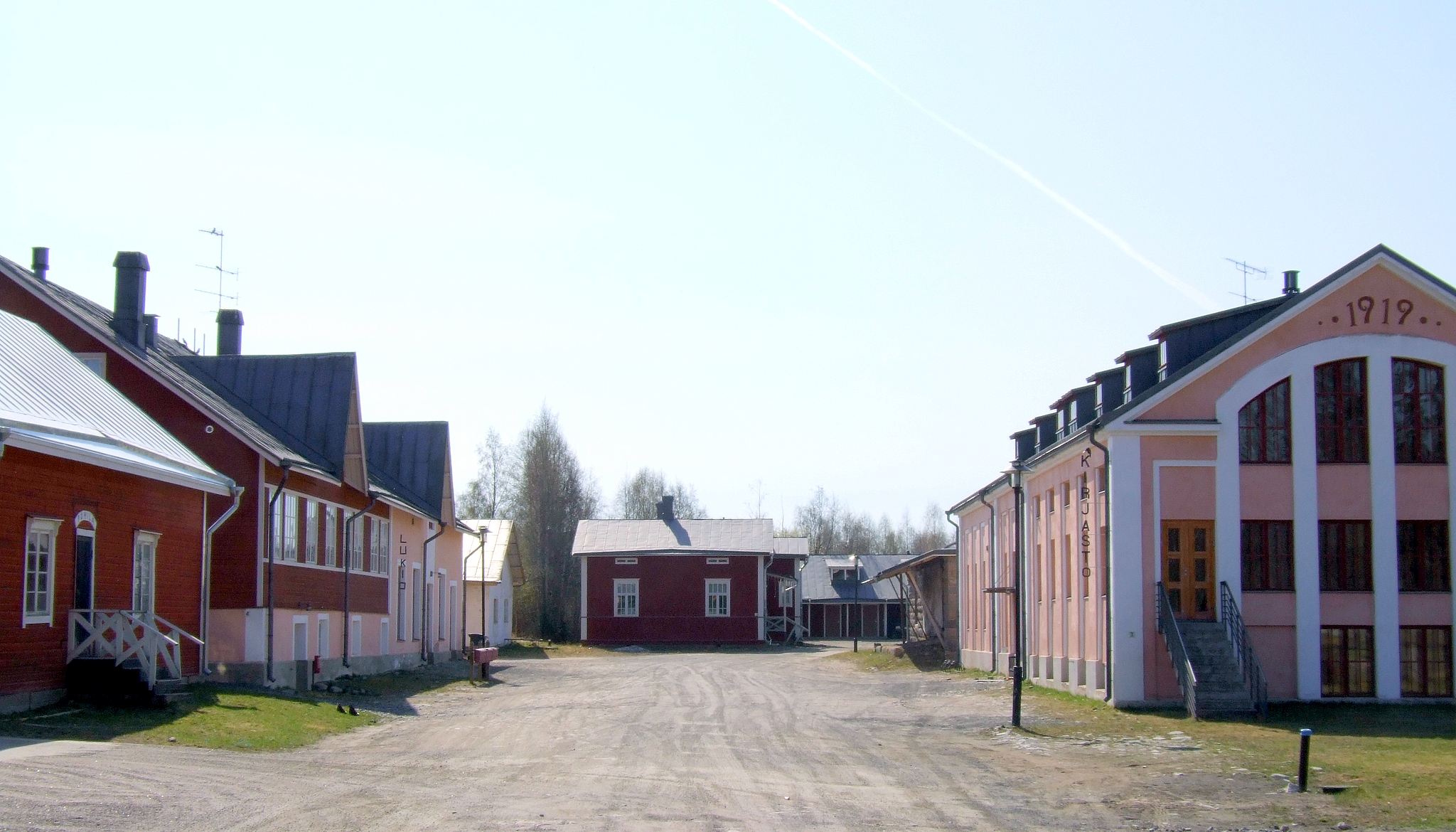
Die Straße Meijeritie in Tyrnävä
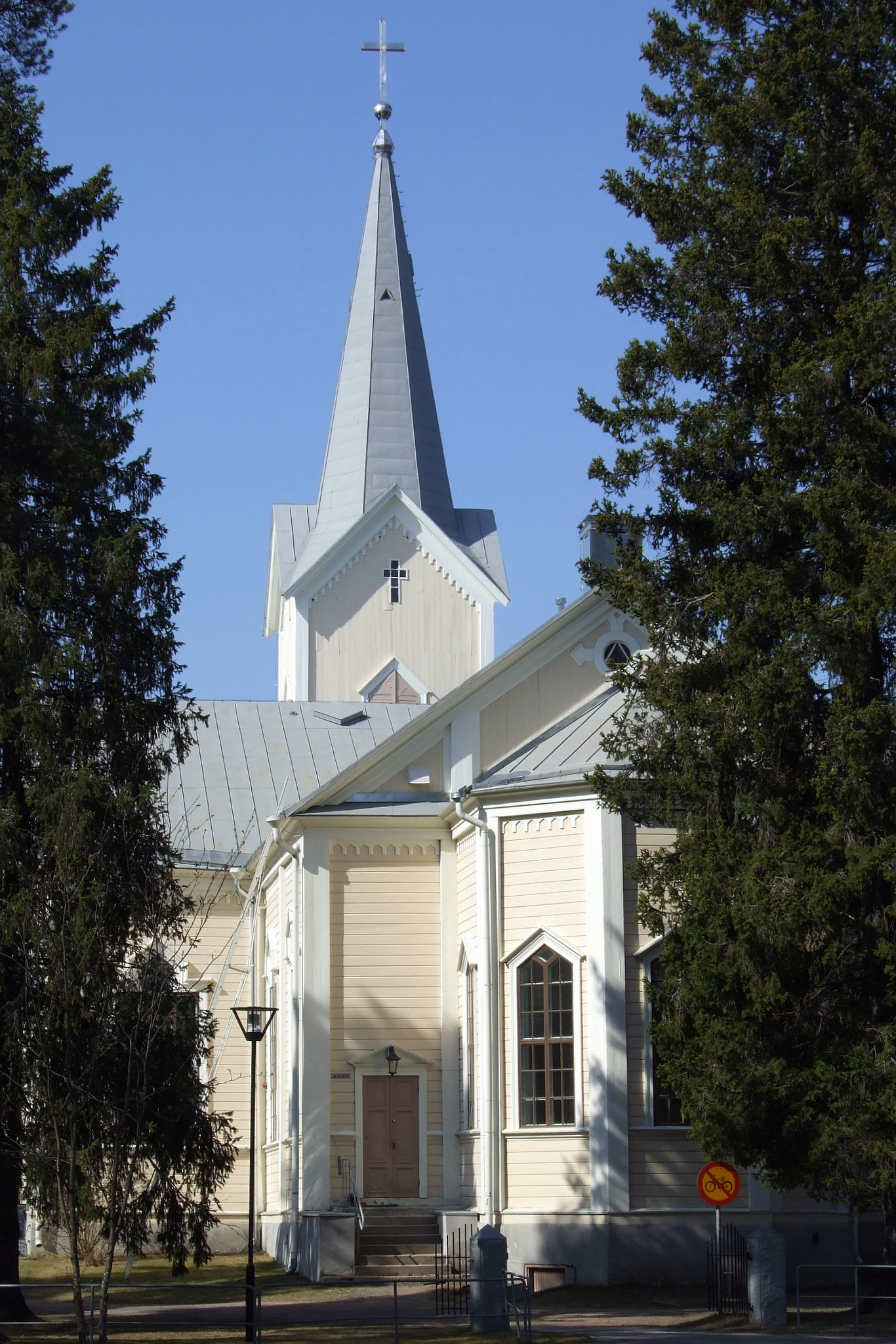
Die Kirche von Tyrnävä (1873)
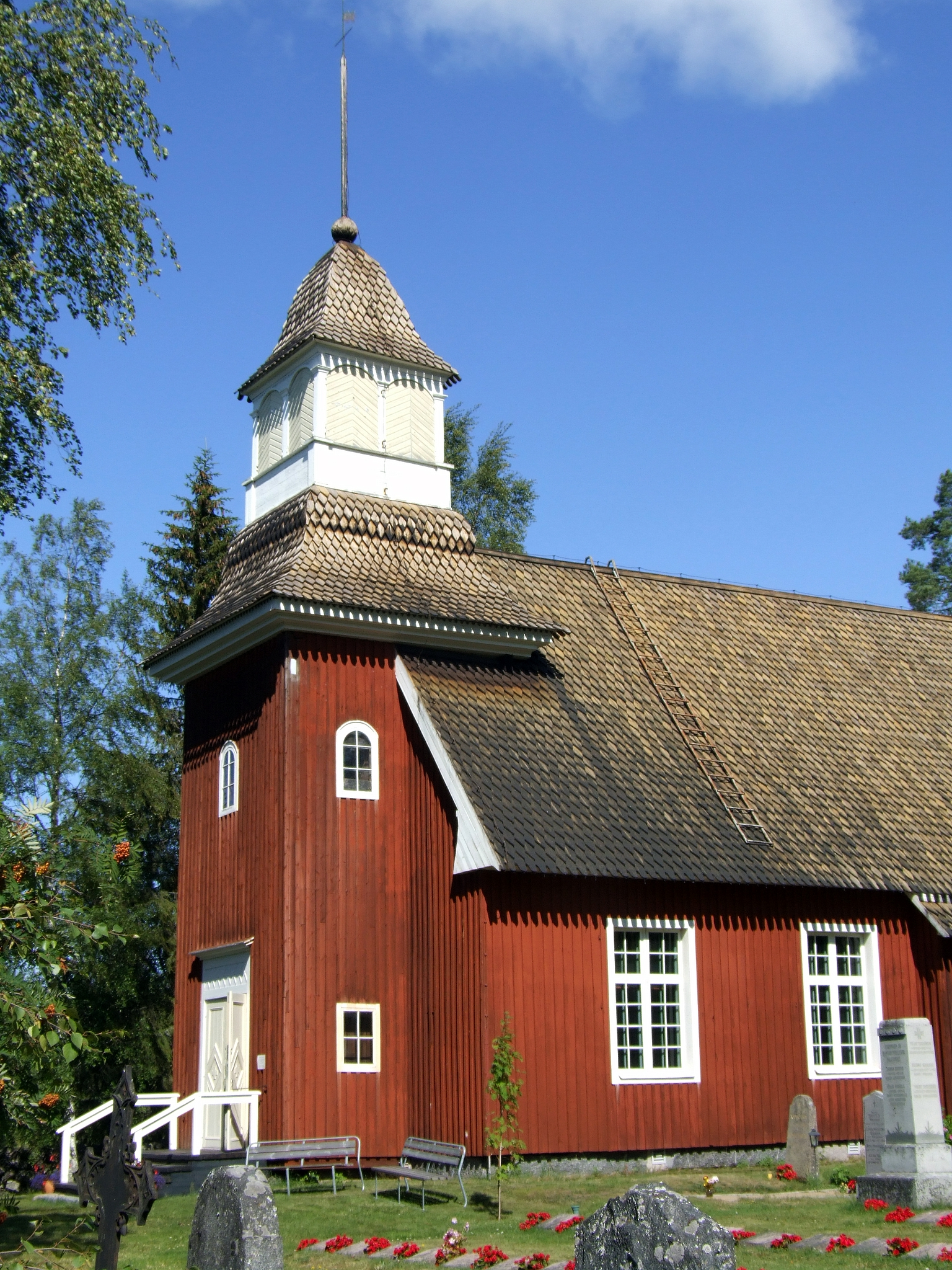
Die Kirche von Temmes (1767)